# Hipposcarus harid
Hipposcarus harid är en fiskart som först beskrevs av Forsskål, 1775.  Hipposcarus harid ingår i släktet Hipposcarus och familjen Scaridae. IUCN kategoriserar arten globalt som livskraftig. Inga underarter finns listade i Catalogue of Life.